# Adil Shamasdin
Adil Shamasdin (23 de mayo de 1982, Toronto) es un jugador de tenis canadiense. 

## Carrera
Su ranking más alto a nivel individual fue el puesto N.º 748, alcanzado el 17 de agosto del 2009. A nivel de dobles alcanzó el puesto N.º 41 el 26 de junio de 2017.
Hasta el momento ha obtenido 3 títulos de la categoría ATP World Tour y 24 títulos de la categoría ATP Challenger Series, en la modalidad de dobles.

### 2008 - 2010
Ganó tres títulos Futures en dobles en 2008
En 2009 ganó su primer título ATP Challenger Tour en dobles en el Challenger de Puebla junto a Pospisil como pareja. Ganó cuatro títulos Futures en dobles.
En 2010 ganó dos títulos ATP Challenger Tour. 

### 2011
Ganó su primer título ATP World Tour en dobles junto a James Cerretani en el Torneo de Johannesburgo en febrero, derrotando a la pareja Scott Lipsky - Rajeev Ram por 6-3 3-6 y 10-7 en la final. En agosto, disputó una nueva final en esta categoría en el Torneo de Newport esta vez junto al sueco Johan Brunström como pareja, pero cayeron derrotados por la pareja Ryan Harrison - Matthew Ebden por 4-6 6-3 y 10-5. Ganó dos títulos challengers en el Challenger de Quimper (c/Cerretani) y Challenger de Nottingham junto al sudafricano Rik de Voest.

### 2012
Ganó tres títulos en el ATP Challenger Tour. En el mes de marzo el Challenger de Guadalajara, otra vez junto a  James Cerretani derrotaron en la final a la pareja formada por el polaco Tomasz Bednarek y el francés Olivier Charroin por 7–65, 6–1. La pareja tuvo que esperar a noviembre para alzar otro título. En el Challenger de Eckental en tierras alemanas derrotando en la final a la pareja Tomasz Bednarek y Andreas Siljeström. Y una semana más tarde, vuelven a ganar otro título en el Challenger de Loughborough derrotando a la pareja india Purav Raja y Divij Sharan por 6–4, 7–5.

### 2013
Este año ganó solamente un título, en el Challenger de San Pablo-1, nuevamente junto al estadounidense James Cerretani. Derrotaron a los argentinos Federico Delbonis y Renzo Olivo en la final por 6–75, 6–1, 11–9

### 2014
En abril ganó el Challenger de Guadalupe junto al polaco Tomasz Bednarek como pareja. Derrotaron en la final a Gero Kretschmer y Michael Venus por 7–5, 6–75, 10–8. Un mes más tarde, ganó el Challenger de Túnez en asociación con el francés Pierre-Hugues Herbert. Ganaron en la final a los neerlandeses Stephan Fransen  y Jesse Huta Galung con un marcador de 6–3, 7–65.

## Títulos ATP (3; 0+3)

### Dobles (3)
| Leyenda                         |
| Grand Slam (0)                  |
| ATP Wourld Tour Finals (0)      |
| ATP Masters 1000 World Tour (0) |
| ATP World Tour 500 series (0)   |
| ATP World Tour 250 series (3)   |

| N.º | Fecha                | Torneo        | Superficie    | Pareja          | Oponentes en la final            | Resultado        |
| --- | -------------------- | ------------- | ------------- | --------------- | -------------------------------- | ---------------- |
| 1.  | 6 de febrero de 2011 | Johannesburgo | Dura          | James Cerretani | Scott Lipsky Rajeev Ram          | 6-3, 3-6, [10-7] |
| 2.  | 11 de abril de 2015  | Casablanca    | Tierra batida | Rameez Junaid   | Rohan Bopanna Florin Mergea      | 3-6, 6-2, [10-7] |
| 3.  | 27 de mayo de 2017   | Lyon          | Tierra batida | Andrés Molteni  | Marcus Daniell Marcelo Demoliner | 6-3, 3-6, [10-5] |

#### Finalista (3)
| N.º | Fecha                | Torneo  | Superficie | Pareja          | Oponentes en la final           | Resultado           |
| --- | -------------------- | ------- | ---------- | --------------- | ------------------------------- | ------------------- |
| 1.  | 10 de julio de 2011  | Newport | Hierba     | Johan Brunström | Ryan Harrison Matthew Ebden     | 6-4, 3-6, [5-10]    |
| 2.  | 7 de febrero de 2016 | Sofía   | Dura (i)   | Philipp Oswald  | Wesley Koolhof Matwé Middelkoop | 7-5, 6-7(9), [6-10] |
| 3.  | 17 de julio de 2016  | Newport | Hierba     | Jonathan Marray | Samuel Groth Chris Guccione     | 4-6, 3-6            |